# Südliche Großohrfledermaus

Verbreitungsgebiet der Südlichen Großohrfledermaus

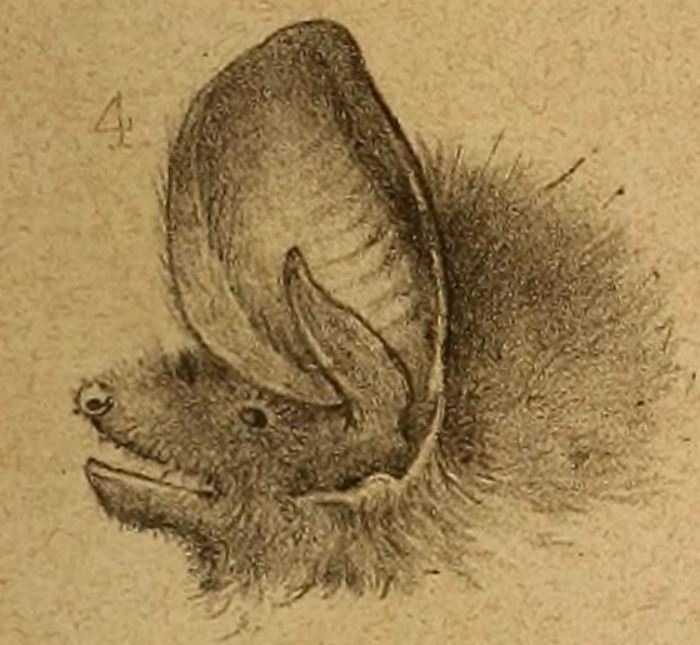
Detailzeichnung des Kopfes

Die Südliche Großohrfledermaus (Histiotus magellanicus) ist ein im südlichen Südamerika verbreitetes Fledertier in der Gattung der Großohrfledermäuse. Die Population galt bis in die 1990er Jahre als Unterart der Kleinen Großohrfledermaus (Histiotus montanus).

## Merkmale
Als mittelgroße Art ihrer Gattung erreicht diese Fledermaus eine Kopf-Rumpf-Länge von 59 bis 65 mm, eine Schwanzlänge von 48 bis 61 mm und ein Gewicht von 14,5 bis 15 g. Es sind etwa 45,5 mm lange Unterarme und Ohren von 18 bis 19 mm Länge vorhanden. Oberseits sind die Haare an den Wurzeln schwarzbraun und an den Spitzen heller, was ein mittelbraunes Fell erzeugt. Auf der Unterseite stehen die cremefarbenen Haarspitzen im deutlichen Kontrast zur schwärzlichen Basis. Bei der Südlichen Großohrfledermaus sind die Ohren nicht einem Hautstreifen verbunden und der schmale Tragus ist lang. Wie bei allen Gattungsvertretern lautet die Zahnformel I 2/3, C 1/1, P 1/2, M 3/3, was 32 Zähne im Gebiss ergibt.

## Verbreitung
Das Verbreitungsgebiet reicht vom zentralen Chile und angrenzenden Regionen Argentiniens bis nach Feuerland. Die Art lebt im Hügel- und Bergland zwischen 500 und 1200 Meter Höhe. Als Habitat dienen Nadel- und Mischwälder, die auch eingeführte Bäume enthalten können.

## Lebensweise
Als Ruheplätze der nachtaktiven Tiere sind Gebäude und der Raum zwischen abblätternder Borke und dem Holz bekannt. Jedes Individuum hat sein eigenes Versteck. Die Jagd auf verschiedene Insekten findet oft über Wasserläufen statt. Ein mit einem Embryo trächtiges Weibchen wurde in Argentinien im Dezember (Südsommer) registriert.

## Gefährdung
Waldrodungen und eingeführte Biber, die auf Feuerland die Landschaft verändern, wirken sich negativ aus. In geeigneten Habitaten kommt die Südliche Großohrfledermaus häufig vor. Die IUCN listet sie als nicht gefährdet (least concern).